# The O'Jays
The O'Jays, vokal soulgrupp bildad 1958 i Canton, Ohio, USA.
Gruppen bestod från början av fem medlemmar. Dessa var Bill Isles, Eddie Levert, Bobby Massey, William Powell, och Walter Williams. Gruppen gick under olika namn bl. a. "the Mascots". Gruppen bytte namn till O'Jays 1963 som tack för att en DJ vid namn Eddie O'Jay givit gruppen viss uppmärksamhet. Bill Isles lämnade gruppen 1965.
1967 fick gruppen så sin första hit "I'll Be Sweeter Tomorrow". Gruppen slog dock inte igenom stort förrän 1972 då de släppte singlarna "Back Stabbers" och "Love Train". Vid det laget hade även Massey lämnat gruppen. Under 1970-talet blev de en viktig grupp inom Philadelphia soul-stilen och under decenniets senare del hade de flera hits. Powell dog i cancer 1977. Han ersattes senare av Sammy Strain. Gruppen har varit fortsatt aktiv fram tills 2006.
The O'Jays invaldes i Rock and Roll Hall of Fame år 2005.

## Diskografi (urval)
Album (topp 20 på Billboard 200)
- 1972 - Back Stabbers (#10)
- 1973 - Ship Ahoy (#11)
- 1974 - The O'Jays Live in London (#17)
- 1975 - Survival (#11)
- 1975 - Family Reunion (#7)
- 1976 - Message in the Music (#20)
- 1979 - So Full of Love (#6)
- 1979 - Identify Yourself (#16)

Singlar (topp 20 på Billboard Hot 100)
- 1972 - Back Stabbers (#3)
- 1973 - Love Train (#1)
- 1973 - Put Your Hands Together (#10)
- 1974 - For the Love of Money (#9)
- 1975 - I Love Music (#5)
- 1976 - Livin' for the Weekend (#20)
- 1978 - Use ta Be My Girl (#4)